# Petra Melka
Petra Melka (* 3. Dezember 1951) ist eine ehemalige deutsche Fußballspielerin. Sie gehörte von 1970 bis 1990 dem FSV Frankfurt als Torhüterin an und kam 1984 zweimal für den DFB zum Einsatz.

## Karriere

### Verein
In ihrer zwanzig Jahre währenden Vereinszugehörigkeit erreichte sie fünfmal in Folge ein Finale, aus der sie zweimal als Siegerin hervorging.
Am 8. Mai 1983 stand sie erstmals im Endspiel um den nationalen Vereinspokal, das im Stadion am Bornheimer Hang in Frankfurt am Main mit 0:3 gegen den KBC Duisburg verloren wurde. An selber Stätte fand am 30. Juni 1984 das Finale um die Deutsche Meisterschaft statt, in dem sie mit 1:3 gegen die SSG Bergisch Gladbach unterlegen war.
Das am 26. Mai 1985 im Berliner Olympiastadion ausgetragene DFB-Pokal-Finale gegen den KBC Duisburg wurde mit 4:3 im Elfmeterschießen gewonnen und war ihr erster Titelgewinn, wie auch für ihre Mannschaft. Ein Jahr später, am 28. Juni 1986, stellte sich ihr zweiter Titelgewinn ein; die SSG Bergisch Gladbach wurde in ihrem Stadion An der Paffrather Straße mit 5:0 besiegt.
Am 28. Juni 1987 erreichte sie erneut und letztmals das Finale um die Deutsche Meisterschaft. In der Heimstätte des TSV Siegen verlor sie mit ihrer Mannschaft mit 1:2 nach 1:0-Pausenführung durch Daniela Stumpf.

### Auswahl- / Nationalmannschaft
Melka kam am 15. April 1984 in Barsinghausen als Torhüterin der Auswahlmannschaft des Hessischen Fußball-Verbandes beim 2:0-Sieg n. V. über die Auswahlmannschaft des Fußball-Verbandes Mittelrhein um den DFB-Länderpokal zum Einsatz, bevor sie im selben Jahr zwei Länderspiele für die A-Nationalmannschaft bestritt. Am 2. Mai debütierte sie bei der 1:4-Niederlage im Testspiel gegen Norwegen, das im Helmstedter Maschstadion ausgetragen wurde. Zu diesem Zeitpunkt war sie 32 Jahre und 150 Tage alt und ist mit diesem Einsatz die bis heute älteste Torhüterdebütantin des DFB und – nach Gaby Dlugi-Winterberg (33 Jahre und 346 Tage) und Anne Trabant-Haarbach (33 Jahre und 314 Tage) – die drittälteste Spielerin insgesamt. Am 23. August kam sie in Caorle bei der 0:2-Niederlage im Spiel der Mundialito, einem internationalen Einladungsturnier im Norden Italiens, gegen Belgien zur zweiten Halbzeit für Rosemarie Neuser zu ihrem zweiten Einsatz als Nationalspielerin.

## Erfolge
- Deutscher Meister 1986
- DFB-Pokal-Sieger 1985
- DFB-Länderpokal-Sieger 1984